# 397
Cette page concerne l'année 397  du calendrier julien. Pour l'année 397 av. J.-C., voir 397 av. J.-C. Pour le nombre 397, voir 397 (nombre).
L'année 397 est une année commune qui commence un jeudi.

## Événements
- 1er janvier : début du consulat de Flavius Caesarius (Orient) et de Nonius Atticus (Occident).
- Printemps : Stilicon, venu par mer, combat les Wisigoths au mont Pholoé, dans l’ouest du Péloponnèse et les refoule vers l’Épire ; comme il n'a pas demandé l’autorisation d’intervenir, il est déclaré ennemi public de l’empire d'Orient[1].
- Juillet-septembre : Arcadius quitte Constantinople pour Ancyre[2].
- 28 août[3] : le concile de Carthage fixe la liste canonique des Saintes Écritures[4].
- Automne : 
  - Le Maure Gildon, comte d’Afrique, tente de se rendre indépendant en coupant le ravitaillement en blé de Rome[5]. Il se déclare vassal de l’empereur d’Orient Arcadius, à l’instigation d’Eutrope. L'année suivante, il est battu par son frère Mascezel, allié des Romains de Stilicon.
  - Eutrope, qui dirige les affaires d’Orient, fait la paix avec les Wisigoths et nomme leur chef Alaric Ier maître de la milice en Illyricum oriental[6].

- Royaume Xianbei du Liang occidental dans le Gansu, en Chine (397-414)[7].
- Fondation du monastère syriaque orthodoxe de Mor Gabriel[8].

## Décès en 397
- 4 avril : Ambroise, évêque de Milan, aristocrate et théologien.
- 27 septembre : Nectaire, patriarche de Constantinople.
- 8 novembre : Martin de Tours à Candes, en Touraine, né en Pannonie v. 316.